# Sierra del Acebo
La sierra del Acebo es una pequeña sierra que se encuentra en el concejo asturiano de Cangas del Narcea (España), situada junto al río Narcea.
En la sierra se encuentra el Santuario de Nuestra Señora del Acebo, importante centro de peregrinaje y el segundo santuario en importancia de Asturias.
- Datos: Q6127985